# Ilhas Farallon

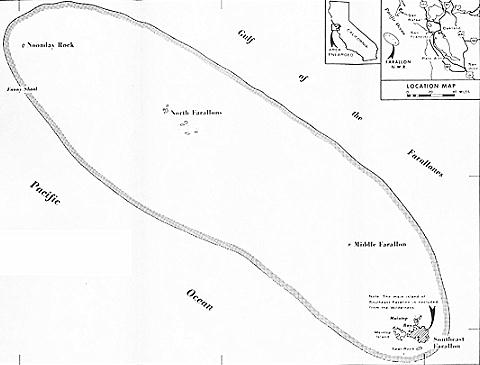
Ilhas Farallon, com os limites do Refúgio Nacional de Vida Selvagem das Ilhas Farallon

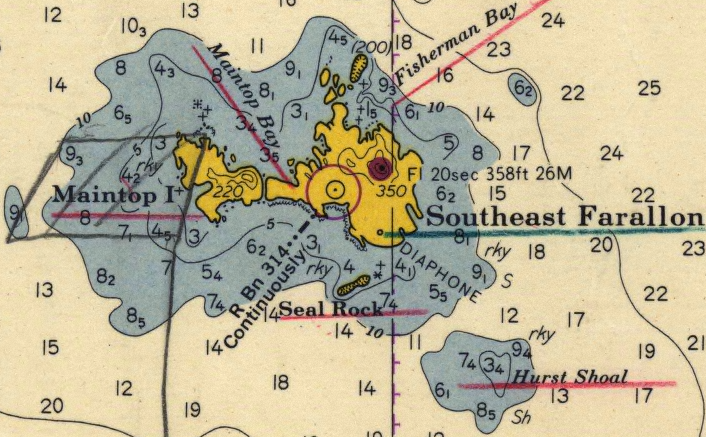
Ilha Sudeste (carta náutica de 1957)

Uma miragem de Fata Morgana das Ilhas Farallon, vista de São Francisco

As Ilhas Farallon, ou Farallones (do espanhol farallón, pilar ou falésia), são um grupo de ilhas e rocas no Golfo dos Farallones, na costa de São Francisco, Califórnia, Estados Unidos. As ilhas também são às vezes chamadas pelos marinheiros de Ilhas dos Dentes do Diabo, em referência aos muitos baixios subaquáticos traiçoeiros nas suas proximidades. As ilhas ficam a 48 quilômetros do Golden Gate e a 32 quilômetros ao sul de Point Reyes, e são visíveis do continente em dias claros. As ilhas fazem parte da cidade de São Francisco. A única parte habitada das ilhas fica na Ilha Sudeste, onde se encontram pesquisadores da Point Blue Conservation Science e do Serviço de Pesca e Vida Selvagem dos EUA. As ilhas estão fechadas ao público.
O Refúgio Nacional de Vida Selvagem das Ilhas Farallon é um dos 63 refúgios nacionais de vida selvagem que possuem status de área selvagem designada pelo Congresso. Em 1974, a Área Selvagem de Farallon foi estabelecida e inclui todas as ilhas, exceto a Ilha Sudeste, totalizando 57 hectares. Além disso, as águas ao redor das ilhas são protegidas como parte do Santuário Nacional Marinho de Greater Farallones.

## História

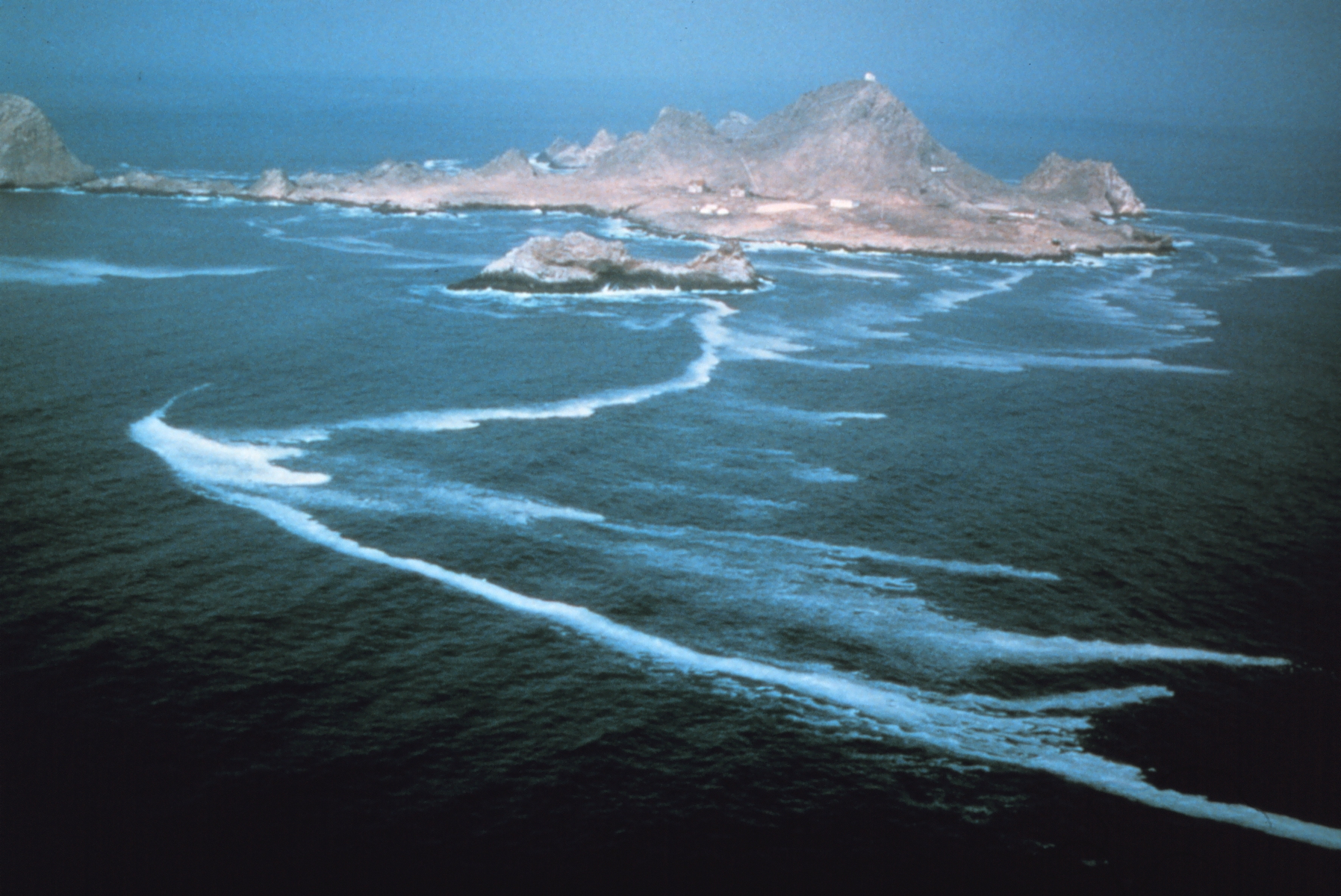
Vista aérea da Ilha Sudeste

Os picos das Ilhas Farallon são visíveis das áreas costeiras de São Francisco e do Condado de Marin. Os nativos americanos que viviam na área da baía de São Francisco tinham conhecimento das formações rochosas e acreditavam que eram uma morada dos espíritos dos mortos. Não se acredita que eles tenham viajado para as ilhas.
Os primeiros europeus a ver estas ilhas foram provavelmente os membros da expedição de Juan Cabrillo em 1542, que navegou até Point Reyes, mas nenhum registro de avistamento real dessas ilhas pela expedição de Cabrillo sobreviveu. O primeiro europeu a criar um registro sobrevivente das ilhas foi o corsário e explorador inglês Sir Francis Drake, em 24 de julho de 1579. Naquele dia, Drake desembarcou nas ilhas para coletar carne de foca e ovos de pássaros para seu navio. Ele as chamou de Ilhas de Santiago porque, no dia seguinte à sua chegada, era a festa de Santiago Maior. O nome de Santiago agora é aplicado apenas a uma das ilhotas rochosas de North Farallons.
As ilhas aparentemente foram nomeadas "Farallones" (literalmente, "penhascos") pela primeira vez pelo Frei Antonio de la Ascension, a bordo da expedição do explorador espanhol Sebastián Vizcaíno em 1603. De la Ascension escreveu em seu diário: "Seis léguas antes de chegar a Punta de los Reyes (Point Reyes) há uma grande ilha, duas léguas da terra e três léguas a noroeste desta estão... sete farallones próximos uns dos outros." Acredita-se que, provavelmente, pelos dois séculos seguintes após Drake ter registrado sua existência, sua aparência bastante traiçoeira, localizada logo na entrada da Baía de São Francisco, tenha feito com que os primeiros marinheiros preferissem navegar mais para o oeste e longe da entrada da baía, levando à descoberta muito posterior da Baía de São Francisco por terra, mais de dois séculos após a descoberta das ilhas em 1542. Em 1769, a entrada da baía foi finalmente descoberta logo após uma avistagem terrestre da baía a partir do que hoje é a área de Pacifica.
Nos anos seguintes à descoberta das ilhas, durante a era do comércio marítimo de peles, as ilhas foram exploradas por caçadores de focas, primeiro de Nova Inglaterra e depois da Rússia. Os russos mantiveram uma estação de caça às focas nas Farallones de 1812 a 1840, capturando de 1.200 a 1.500 focas anualmente, embora navios americanos já tivessem explorado as ilhas. O Albatross, capitaneado por Nathan Winship, e o O'Cain, capitaneado por seu irmão Jonathan Winship, foram os primeiros navios americanos enviados de Boston em 1809 para estabelecer um assentamento no Rio Columbia. Em 1810, eles se encontraram com outros dois navios americanos nas Ilhas Farallon, o Mercury e o Isabella, e pelo menos 30.000 peles de foca foram obtidas. Em 1818, as focas diminuíram rapidamente até que apenas cerca de 500 pudessem ser capturadas anualmente, e dentro dos próximos anos, a foca de pele foi extirpada das ilhas. Não se sabe se a foca de pele do norte ou a foca de pele de Guadalupe eram as focas nativas das ilhas, embora a foca de pele do norte seja a espécie que começou a recolonizar as ilhas em 1996.
Em 17 de julho de 1827, o capitão de mar francês Auguste Duhaut-Cilly navegou pela ilha Farallon mais ao sul e contou as "habitações rudimentares de cerca de cem Kodiaks, estacionados lá pelos russos de Bodega... os Kodiaks, em seus barcos leves, entram na Baía de São Francisco à noite, movendo-se ao longo da costa oposta ao forte, e uma vez dentro deste grande lago, estacionam-se temporariamente em algumas das ilhas interiores, de onde capturam a lontra-marinha sem impedimentos."
Depois que Alta Califórnia foi cedida pelo México aos Estados Unidos em 1848 com o Tratado de Guadalupe Hidalgo, o ambiente das ilhas passou a estar ligado ao crescimento da cidade de São Francisco. A partir de 1853, um farol foi construído na Ilha Sudeste. Com o crescimento da cidade, as colônias de aves marinhas ficaram sob grave ameaça, pois ovos eram coletados aos milhões para os mercados de São Francisco. Esse comércio, que no seu auge podia render 500.000 ovos por mês, foi a fonte de conflito entre as empresas de coleta de ovos e os guardiões do farol. Esse conflito tornou-se violento em uma confrontação entre empresas rivais em 1863. O confronto, conhecido como a Guerra dos Ovos, deixou dois homens mortos e marcou o fim das empresas privadas nas ilhas, embora os guardiões do farol continuassem a coleta de ovos.
De 1902 a 1913, o antigo Serviço Nacional de Meteorologia dos Estados Unidos manteve uma estação meteorológica na Ilha Sudeste, que era conectada ao continente por um cabo. Os resultados do estudo meteorológico foram posteriormente publicados em um livro sobre o clima da Califórnia. Durante esses anos, as temperaturas nunca excederam 32 °C ou caíram para 0 °C. Anos depois, o Serviço Nacional de Meteorologia forneceu algumas observações meteorológicas a partir do farol em sua estação de rádio local.
As ilhas também foram mencionadas em conexão com a escuna Malahat como um possível local para a "Rum Row" durante a Lei Seca.
Durante a Segunda Guerra Mundial, uma estação de localização de direção de alta frequência (HF-DF) foi lá estabelecida pela Marinha estadunidense. Esses locais de interceptação de rádio ao longo da costa podiam rastrear navios de guerra japoneses e embarcações da marinha mercante tão distantes quanto o Pacífico Ocidental. As outras estações na Califórnia estavam em Point Arguello, Point Saint George e San Diego. A ilha Bainbridge, em Washington, também hospedava uma estação. A Guarda Costeira dos Estados Unidos manteve um farol tripulado até 1972, quando foi automatizado.

### Depósito de lixo nuclear
[[Ficheiro:Farallon_nuclear_waste_dumping.png|miniaturadaimagem|220x220px| O mapa acima indica a localização aproximada de dois grandes locais de despejo de resíduos nucleares, de acordo com um relatório de 1980 da Agência de Proteção Ambiental dos Estados Unidos .
De 1946 a 1970, o mar ao redor das Ilhas Farallon foi usado como local de despejo de resíduos radioativos sob a autoridade da Comissão de Energia Atômica dos Estados Unidos, em um local conhecido como Farallon Island Nuclear Waste Dump. A maior parte dos despejos ocorreu antes de 1960, e todos os despejos de resíduos radioativos pelos Estados Unidos foram encerrados em 1970. Até então, foram despejados aproximadamente 47.500 recipientes (tambores de aço de 55 galões) na área, com uma atividade radioativa total estimada de 14.500 Ci. Os materiais despejados eram principalmente materiais de laboratório contendo traços de contaminação. Até 1980, a maior parte da radiação havia se decaído.
Os recipientes de resíduos foram transportados para o Estaleiro de Hunters Point e depois carregados em barcaças para transporte até as Farallones. Os recipientes eram pesados com concreto. Aqueles que flutuavam às vezes eram atingidos com tiros de rifles para afundá-los.
Em janeiro de 1951, o casco altamente radioativo do USS Independence, que foi usado nos testes de armas nucleares da Operação Crossroads e depois carregado com barris de resíduos radioativos, foi afundado na área. Seu destroço foi redescoberto em 2015.
A localização exata atual dos recipientes e o potencial de risco que representam para o meio ambiente são desconhecidos. Segundo a EPA (Agência de Proteção Ambiental dos Estados Unidos), tentativas de remover os tambores provavelmente resultariam em um risco maior do que deixá-los intocados.

### Naufrágios
As ilhas são o local de muitos naufrágios. O navio de carga SS Henry Bergh, um navio de transporte convertido, colidiu com West End em 1944 (todos os tripulantes foram salvos). O USS Conestoga, um rebocador da Marinha dos Estados Unidos que desapareceu com seus 56 membros da tripulação em 1921, foi encontrado em 2009 e identificado positivamente em 2016.
Na manhã de 5 de agosto de 1941, o Douglas Dolphin V-126 da Guarda Costeira dos Estados Unidos, provavelmente colidiu com um pináculo de rocha na Ilha Sudeste, o que causou o incêndio da aeronave. Todos os 3 tripulantes a bordo foram mortos.
O cientista da computação Jim Gray desapareceu no mar depois de iniciar uma viagem solitária de veleiro de São Francisco até as Farallones em 28 de janeiro de 2007. Apesar de uma busca incomumente intensa, nem seu corpo nem seu barco foram encontrados. Em 14 de abril de 2012, o iate de vela Low Speed Chase virou durante uma regata na Ilha Maintop, resultando na morte de 5 dos 8 tripulantes a bordo.

### Recordes de natação
Três pessoas conseguiram nadar com sucesso das Farallones até o Golden Gate, com mais duas nadando para pontos ao norte do portão. O primeiro, Ted Erikson, completou a travessia em setembro de 1967. O segundo, Joseph Locke, nadou até o Golden Gate em 12 de julho de 2014, em 14 horas. A terceira pessoa, e a primeira mulher a completar a distância, Kimberley Chambers, conseguiu em pouco mais de 17 horas em 7 de agosto de 2015.
Em 11 de maio de 2024, Amy Appelhans Gruber se tornou a primeira e única pessoa a nadar na direção de saída, do Golden Gate para as Ilhas Farallon do Sudeste, em pouco mais de 17 horas.

## Área protegida
As ilhas Farallon foram designadas como uma área protegida devido à coleta de ovos e à ameaça de derramamentos de óleo das rotas de navegação de São Francisco. Isso levou o Presidente Theodore Roosevelt a criar a Reserva das Ilhas Farallon para proteger as ilhas ao norte do arquipélago. Esta área foi expandida para incluir as outras ilhas em 1969, quando se tornou um refúgio nacional de vida selvagem. Em 1981, o Congresso designou o Santuário Nacional Marinho do Golfo de Farallones, que abrangia 3.313 quilômetros quadrados de água ao redor das ilhas. Este santuário protegia o oceano aberto, áreas de maré perto da costa, áreas intertidais rochosas, pântanos estuarinos, recifes submersos e praias costeiras dentro de seus limites.
Em 2015, o santuário foi ampliado para o norte e oeste da fronteira original, parcialmente cercando o Santuário Nacional Marinho de Cordell Bank, para abranger 8.534 quilômetros quadrados, e o nome foi alterado para Santuário Nacional Marinho Greater Farallones. O santuário é contíguo tanto ao santuário de Cordell Bank quanto a outro santuário ao sul, o Santuário Nacional Marinho da Baía de Monterey.
As ilhas são administradas pelo Serviço de Pesca e Vida Selvagem dos Estados Unidos, em colaboração com a Point Blue Conservation Science, sediada em Marin (anteriormente conhecida como Point Reyes Bird Observatory). Atualmente, as ilhas são objeto de pesquisas ecológicas de longo prazo. Os Farallones estão fechados ao público, embora observadores de pássaros e entusiastas da vida selvagem possam abordá-los em barcos de observação de baleias, educação sobre tubarões e políticas marinhas com a organização sem fins lucrativos Shark Stewards e o navio de treinamento de vela Seaward, de Sausalito.

## Geologia
As Ilhas Farallon são afloramentos do Bloco Saliniano, uma vasta província geológica de crosta continental granítica que compartilha suas origens com o núcleo da Serra Nevada. O bloco foi deslocado para longe ao sul de sua posição atual e moveu-se para o norte com a Placa do Pacífico, sobre a qual as ilhas repousam. Outros exemplos próximos do Bloco Saliniano incluem as penínsulas de Point Reyes e Bodega Head. A Falha de Santo André, que marca uma zona de limite entre as Placas do Pacífico e da América do Norte, passa a algumas milhas a leste das ilhas.
A antiga Placa de Farallon recebeu o seu nome a partir das ilhas.

## Geografia

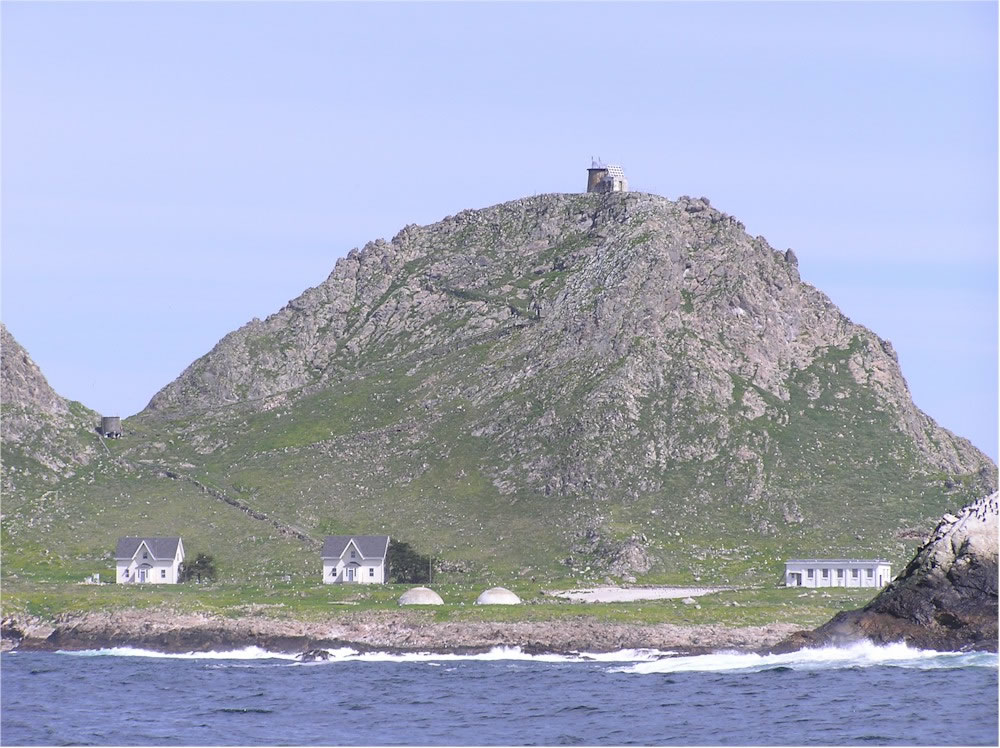
Vista da estação de pesquisa na Ilha Sudeste, com um farol acima

As ilhas estendem-se para o noroeste a partir da Ilha Sudeste de Farallon por 8 quilômetros. Sua área total de terra é de 0,41km². Inicialmente exploradas por ovos de aves e peles de foca, as ilhas foram posteriormente utilizadas como estação de farol e estação de rádio. Elas são protegidas no Refúgio Nacional de Vida Selvagem das Ilhas Farallon, estabelecido pela primeira vez em 1909 com a adição das Farallones do Sudeste em 1969, e abrigam a maior colônia de aves marinhas nos Estados Unidos fora do Alasca e Havaí. As ilhas fazem parte da cidade de São Francisco, no Distrito Supervisorial 4, cobrindo principalmente o Sunset District.
| Bloco Nº. | Ilha(s) ou Banco        | Área (m2) | Altura (m) | Coordenadas                   |
| --------- | ----------------------- | --------- | ---------- | ----------------------------- |
| 2000      | Ilhas Farallon do Sul   | 387.688   | 109        | 37° 41′ 49″ N, 123° 00′ 07″ O |
| 2001      | Ilha Farallon Central   | 3.362     | 6          | 37° 43′ 37″ N, 123° 01′ 52″ O |
| 2002      | Ilhas Farallon do Norte | 28.270    | 47         | 37° 45′ 37″ N, 123° 05′ 49″ O |
| –         | Banco de Fanny          | –         | −4         | 37° 46′ 40″ N, 123° 10′ 19″ O |
| 2999      | Ilhas Farallon          | 419.320   | 109        |                               |

1. ↑  of Block group 2, Census tract 604, San Francisco County, California[40][carece de fonte melhor]
2. ↑  Block Number of Territorial Waters, with an area of 247,530,823 m2

### Ilhas Farallon do Sul

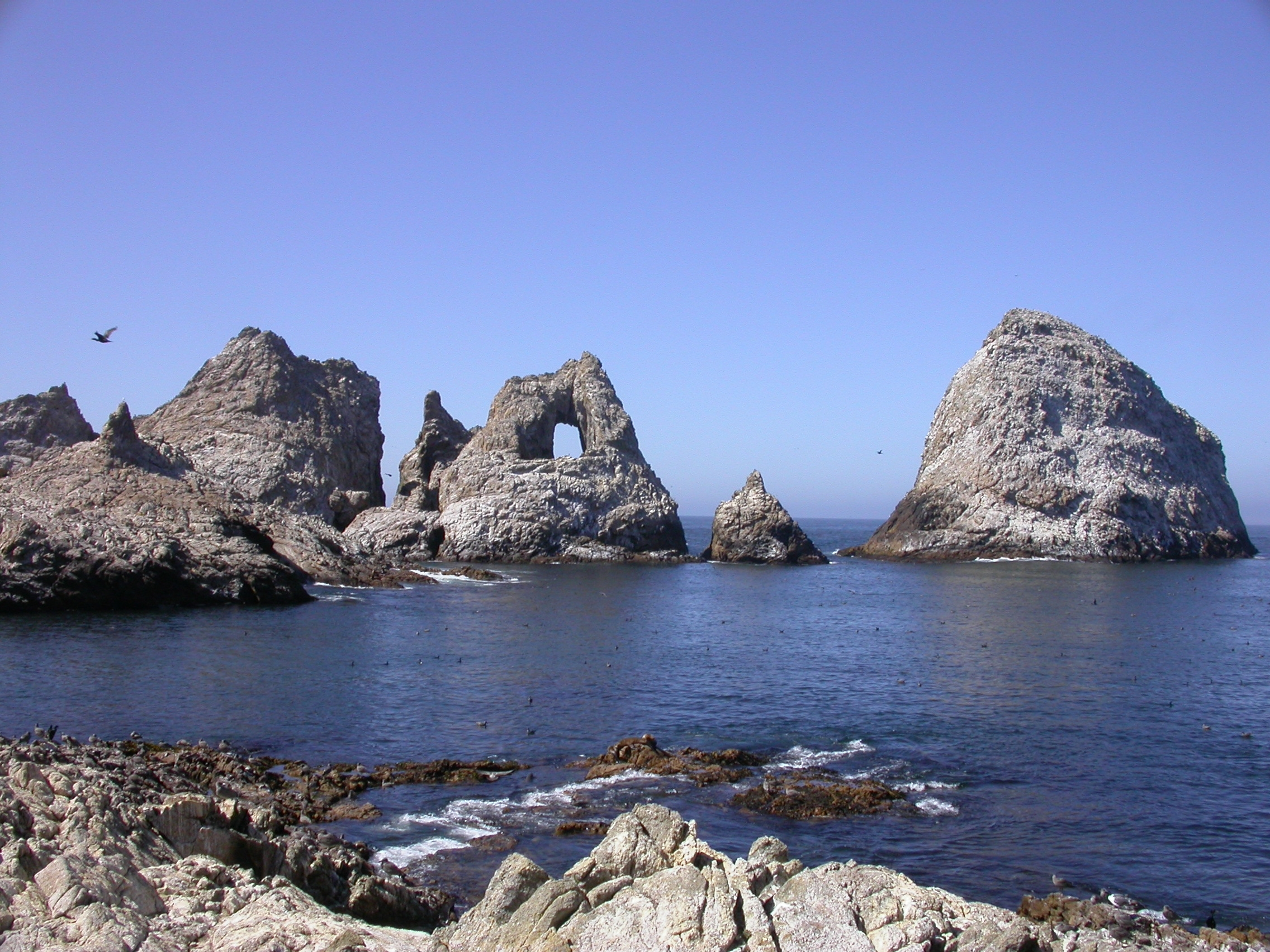
Formações rochosas de Aulon Arch, Great Arch Rock e Sugarloaf, visto da Ilha Sudeste

- A Ilha Sudeste é a maior ilha, com uma área de 0,3877km², e é a único habitada. A ilha tem formato piramidal e com uma altura de 110 metros. O pico, Tower Hill (na verdade um pico duplo composto por Lighthouse Hill e Little Lighthouse Hill), é o local de um farol, o Farol de Farallon Island . A grande área plana no sudeste da ilha é chamada de Marine Terrace. Imediatamente ao sul fica Mussel Flat, a cerca de 30 metros por 120 metros, que fica isolada da ilha principal apenas durante a maré alta.
- Seal Rock (ou Saddle Rock), cerca de 240 metros ao sul da Ilha Sudeste, fica a cerca de 110 metros por 240 metros a uma altura de 24 metros.

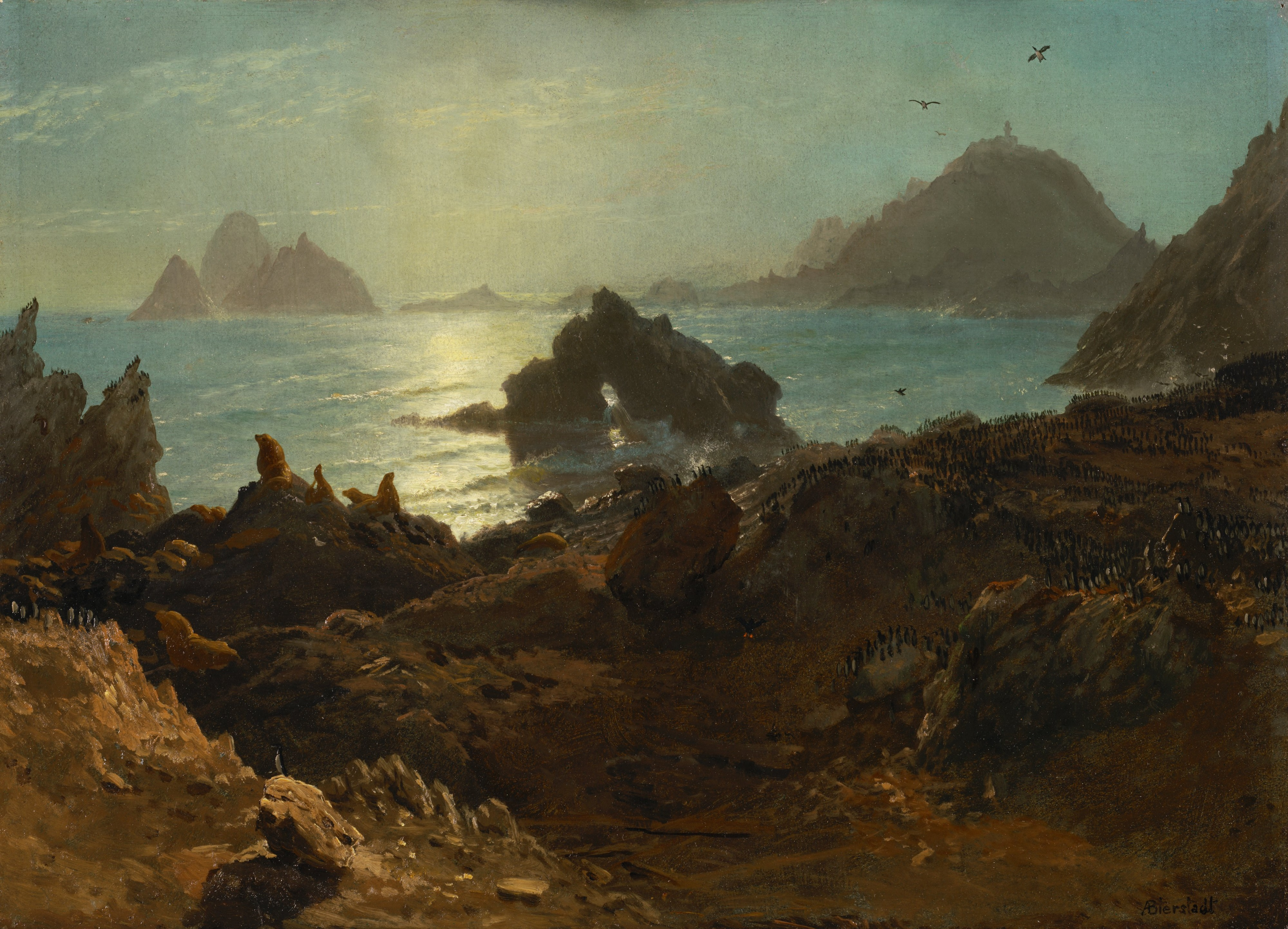
Albert Bierstadt, Ilhas Farallon, 1872

- Albert Bierstadt, Ilhas Farallon, 1872 A Ilha Maintop fica imediatamente a oeste da Ilha Sudeste, separada por um desfiladeiro estreito e intransponível, chamado de canal Jordan, que conecta a Baía de Mirounga, no sul, à Baía de Maintop, no norte. É a segunda maior ilha e atinge 67 metros de altura em sua parte mais alta. A ilha é contornada por formações rochosas, como o Great West Arch, ou Aulon Arch, a oeste, e o Indian Head ao sul.
- As Ilhotas Drunk Uncle são um grupo de pequenas rochas a noroeste da Ilha Maintop.

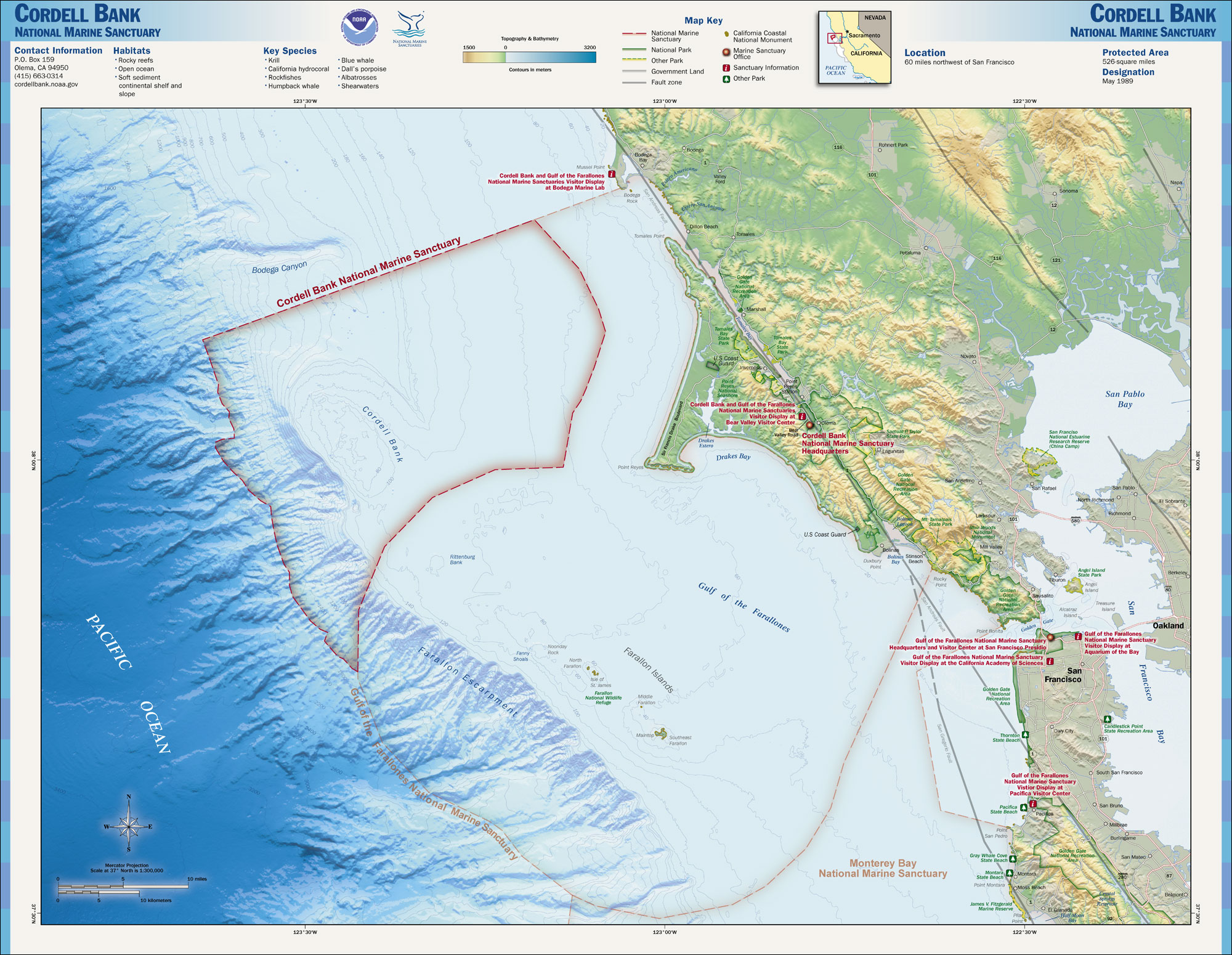
Ilhas Farallon e bancos mais a noroeste

- Ilhas Farallon e bancos mais a noroeste A Ilha Aulon e a menor Great Arch Rock (ou Arch Rock) estão imediatamente ao norte da ponta norte da Ilha Sudeste, e juntas medem cerca de 61 metros por 110 metros. Elas estão separadas por um desfiladeiro estreito. Great Arch Rock não deve ser confundido com Great West Arch, uma formação rochosa no oeste da Ilha Maintop.
- A Ilha Sugarloaf (do inglês, Pão de Açúcar) fica a nordeste de Great Arch Rock e é apenas um pouco maior em tamanho, com uma altura de 24 metros. A sudoeste da Ilha Aulon, Great Arch Rock e Ilha Sugarloaf, e no nordeste da Ilha Sudeste, está a Baía dos Pescadores.
- Sea Lion Rock é uma rocha a noroeste da Ilha Aulon, com diâmetro de aproximadamente 40 metros.
- Hurst Shoal é um banco de areia localizado a cerca de um quilômetro a sudeste da Ilha Sudeste. Tendo uma profundidade mínima de 6,1 metros.

### Ilha Farallon Central
Ilha Farallon Central, 3,2 quilômetros a noroeste da Ilha Sudeste, é uma rocha de 6,1 metros de altura, coberta de guano, com cerca de 65 metros de diâmetro e área de 3.362 m2. Esta ilha é informalmente conhecida como “a espinha”.

### Ilhas Farallon do Norte

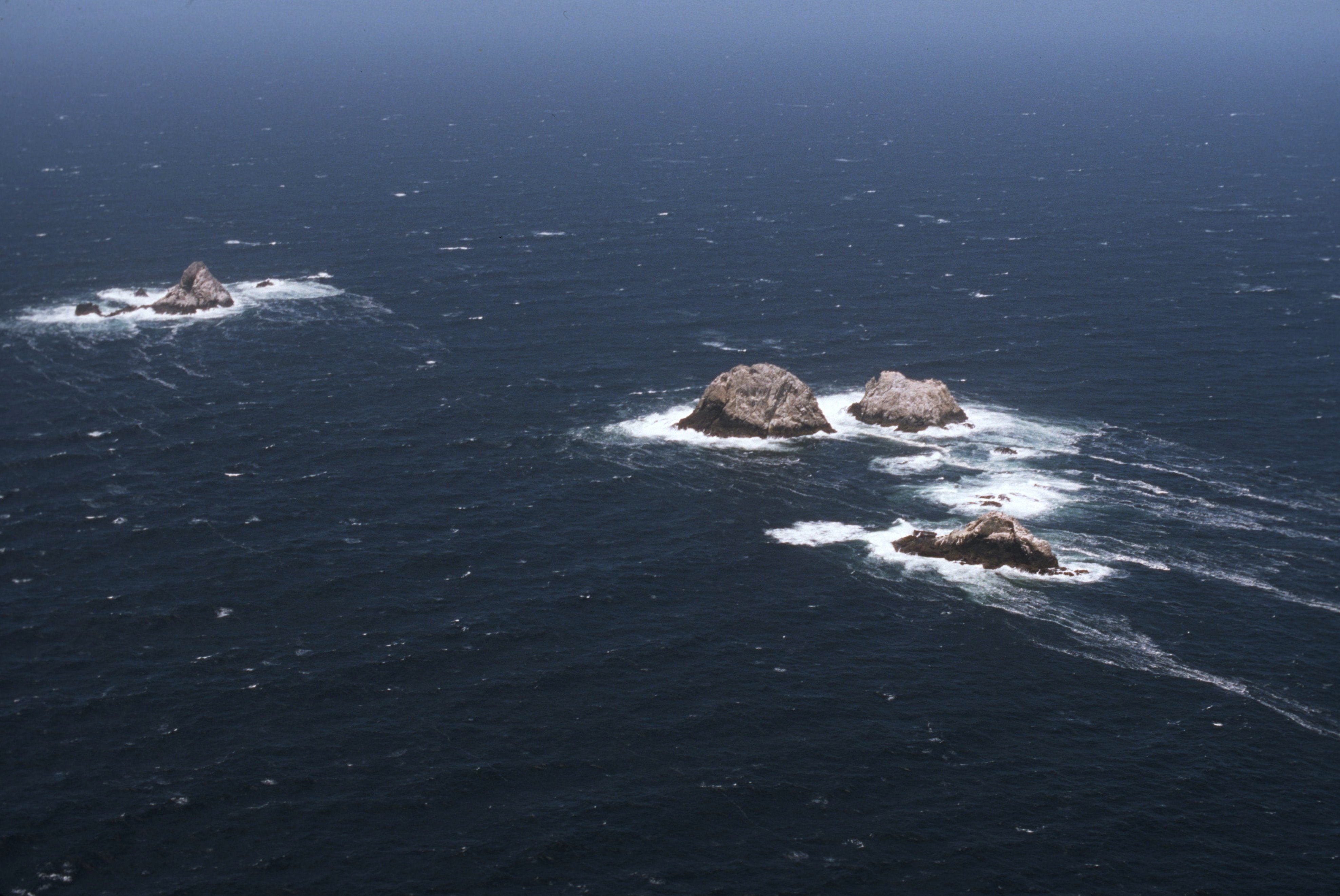
Ilhas Farallon do Norte vistas de cima

As Ilhas Farallon do Norte, a cerca de 7 quilômetros a noroeste, consistem em dois aglomerados de ilhotas e rochas íngremes de 31 a 85 metros de altura, com uma área agregada de 28.270 m 2
- Ilha North Farallon, 31 metros de altura, cerca de 150 metros de comprimento no sentido norte-sul, 9.260 m², localizada em 37.771699°N 123.107119°W
- Ilha de Santiago, 47 metros de altura, cerca de 125 metros de diâmetro, 12.380 m², localizada em 37.767215°N 123.100275°W
- Rocha sem nome, cerca de 85 metros de diâmetro e área de 5.640 m², localizada em 37.767688°N 123.099161°W
- Quatro rochas menores sem nome, com diâmetro de 20 metros ou menos

Algumas das rochas sem nome, por sua vez, têm nomes espanhóis, como Piedra Guadalupe, Peñasco Quebrado e Farallón Vizcaíno .

### Banco de Fanny
5 quilômetros a oeste-noroeste das Ilhas Farallones do Norte está o Banco de Fanny, um banco com 3 quilômetros de extensão e uma profundidade inferior a 55 metros, marcando o ponto mais ao norte e oeste do arquipélago, embora totalmente submerso. Noonday Rock, que se eleva abruptamente de uma profundidade de 37 metros, com uma profundidade mínima de 4 metros na maré baixa, é o ponto mais raso do banco. Há uma boia de sino iluminada cerca de 1 km a oeste de Noonday Rock. Noonday Rock, anteriormente conhecido como Fanny Rock, recebeu seu nome do navio clipper que o atingiu em 1º de janeiro de 1863, afundando em apenas uma hora.

### Bancos a noroeste de Fanny Shoal
Os bancos a noroeste de Fanny não são mais considerados parte das Ilhas Farallon e estão fora das águas territoriais dos Estados Unidos. Cerca de 25 km a noroeste do Banco de Fanny está o Banco Cordell, um habitat marinho significativo. Aproximadamente no meio do caminho entre Fanny e Cordell está o Banco Rittenburg, com profundidades inferiores a 80 metros.

### Clima
Embora as Ilhas Farallon não tenham uma estação meteorológica oficial, medidas via satélite indicam um clima mediterrâneo ameno devido à sua posição marítima no meio da corrente fria da Califórnia. As águas frias também tornam o clima bastante fresco durante a maior parte do ano para um pedaço de terra na latitude 37°N. Durante a onda de calor recorde de mais de 38°C em São Francisco e Oakland em 1 de setembro de 2017, as condições meteorológicas ao redor das Ilhas Farallon permaneceram abaixo de 20°C. As ilhas também estão sujeitas a ocasionais ventos fortes no inverno. Devido à ausência de uma massa terrestre aquecedora próxima e à água fria, os invernos são suaves, mas geralmente mais frios do que São Francisco na mesma época do ano. Temperaturas mínimas abaixo de 10°C são muito raras na área. No verão, as máximas raramente ultrapassam os 16°C.

## Flora e fauna

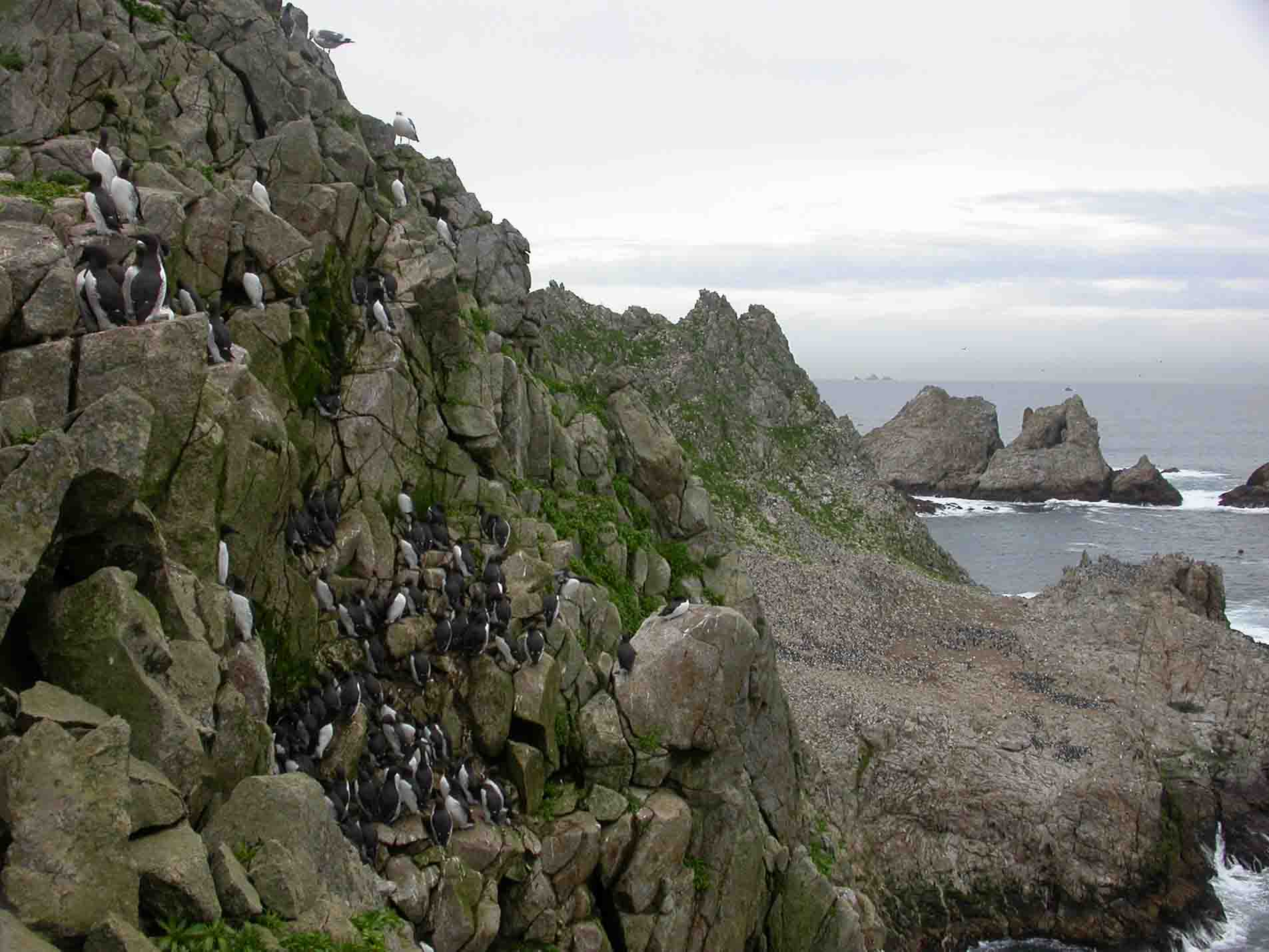
Colônia de araus-comuns nos Farallones

### Aves marinhas
As Ilhas Farallon são uma reserva importante que protege uma enorme colônia de aves marinhas. A posição das ilhas na Corrente da Califórnia e na região de ressurgência do Pacífico Oriental, além da ausência de outras ilhas grandes que poderiam servir de habitat adequado para nidificação, resulta em uma população de aves marinhas de mais de 250.000 indivíduos. Doze espécies de aves marinhas e costeiras nidificam nas ilhas: gaivota ocidental, corvo-marinho-de-garganta azul, corvo-marinho-pelágico, corvo-marinho-de-orelhas, airo-columbino, arau-comum, torda-mergulheira, papagaio-do-mar-de-penachos, ostraceiro-preto, torda-de-bico-largo e alma-de-mestre. Desde que as ilhas foram protegidas, as tordas-mergulheiras, que uma vez chegaram a quase 500.000 pares, mas sofreram com a coleta de ovos, derramamentos de óleo e outras perturbações que reduziram drasticamente seus números, se recuperaram, passando de 6.000 aves para 160.000. Além disso, desde a proteção, o alma-de-mestre, que estava extinto localmente, começou a se reproduzir novamente nas ilhas. A ilha abriga as maiores colônias do mundo de gaivotas ocidentais e alma-de-mestre. A ilha também é local de invernada de várias espécies migratórias e regularmente atrai aves vagantes (cerca de 430 espécies de aves foram registradas na ilha ou ao redor dela).

### Focas

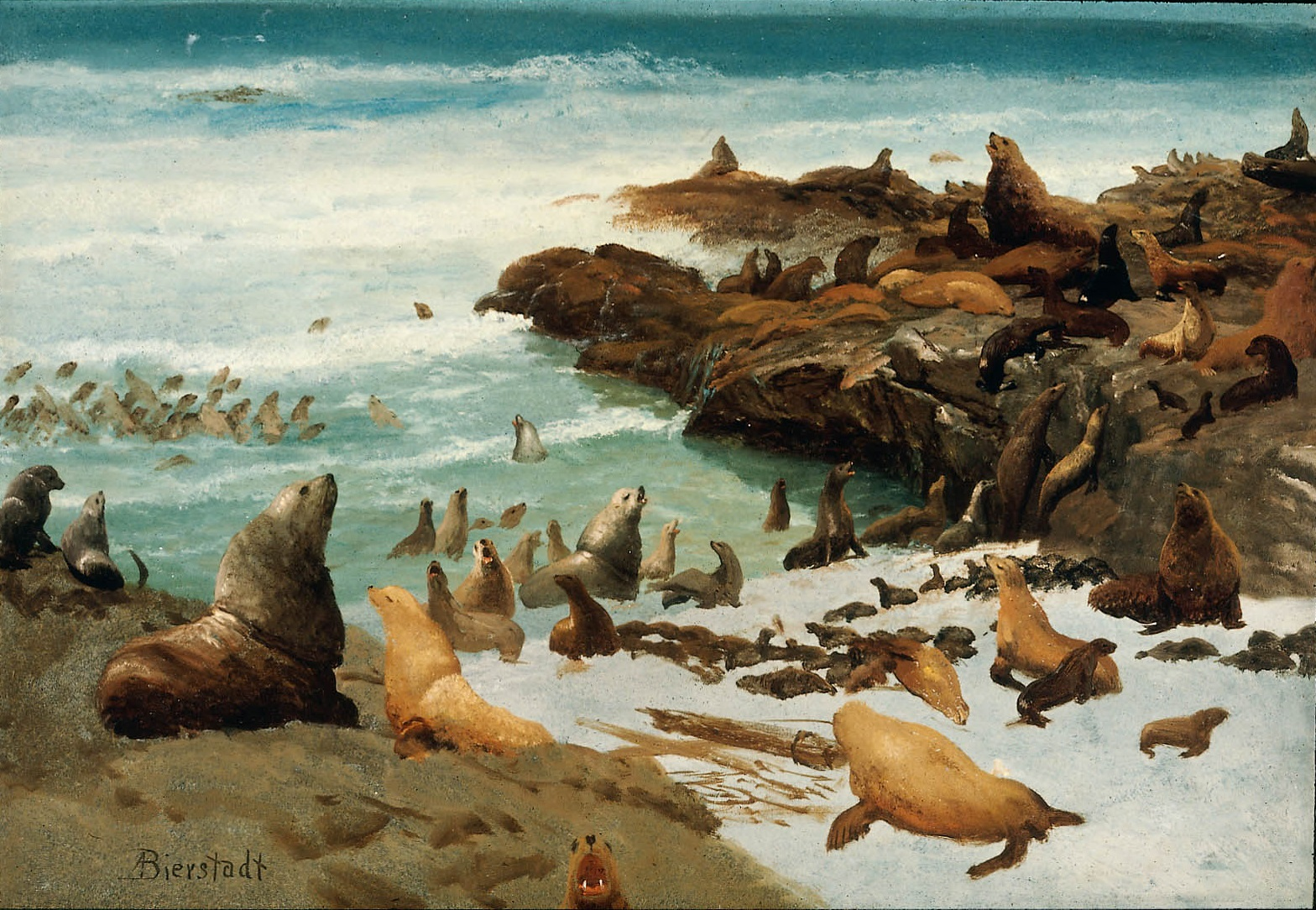
Seal Rocks, Farallons, pintura a óleo de Albert Bierstadt (1872)

Cinco espécies de pinípedes chegam à costa das ilhas e, em alguns casos, se reproduzem. Estas são o elefante-marinho-do-norte, foca-comum, leão-marinho-de-steller, leão-marinho-da-califórnia e o leão-marinho-do-norte.
Os caçadores de focas retiraram 150.000 leões-marinhos-do-norte (Callorhinus ursinus) das Ilhas Farallon entre 1810 e 1813, seguidos por caçadores de peles russos que viveram nas Farallon e exterminaram os pinípedes das ilhas. Em 1996, a Ilha West End tornou-se a quarta colônia de leões-marinhos-do-norte americana quando um filhote nasceu. Os recolonizadores tinham etiquetas da Ilha São Miguel nas Ilhas do Canal, que haviam sido recolonizadas em 1968. Até 2006, quase 100 filhotes nasceram. Os leões-marinhos-do-norte são agressivos e deslocaram espécies maiores de seus territórios. O número máximo registrado em 2011 foi de 476 indivíduos, um aumento de 69% em relação ao ano anterior. Em 2016, o número de filhotes sozinho foi de 1.126, refletindo um aumento anual médio de 21% desde a recolonização há 21 anos. Se a população das Ilhas Farallon do Sul atingir seu tamanho histórico estimado de 100.000 indivíduos, ela poderia representar aproximadamente um quinto da população mundial de leões-marinhos-do-norte.
Os elefantes-marinhos-do-norte (Mirounga angustirostris) recolonizaram o refúgio em 1959, com um filhote confirmado em 1972. A colônia de elefantes-marinhos na Ilha Sudeste provavelmente atingiu sua capacidade máxima.

### Baleias
Várias espécies de cetáceos são encontradas perto das Ilhas Farallon, mais frequentemente baleias-cinzentas, baleias-azuis e baleias-jubarte. Baleias-azuis e baleias-jubarte são mais frequentemente avistadas perto das ilhas durante o verão e outono, quando o forte ressurgimento pode sustentar uma rica cadeia alimentar pelágica. Baleias-orcas também são encontradas ao redor das ilhas. As baleias-cinzentas são avistadas de forma confiável perto das Farallones durante sua migração na primavera para o norte e na migração de outono e inverno para o sul. Algumas baleias-cinzentas também podem ser vistas durante o verão, quando algumas delas evitam a viagem para o norte até o Alasca e passam os meses de verão ao largo da costa do Canadá e dos Estados Unidos continentais.
Em dezembro de 2005, uma baleia-jubarte foi resgatada de um emaranhamento em redes a leste das Farallones pela equipe do The Marine Mammal Center. A última avistagem de outra baleia-jubarte, chamada Humphrey, foi próxima às Farallones em 1991. As ilhas estão no Santuário Marinho Nacional do Golfo das Farallones, que protege os locais de alimentação da vida selvagem do refúgio.

### Tubarões
A população de elefantes-marinhos atrai uma população de tubarões-brancos para as ilhas. Em 1970, os biólogos das Farallones testemunharam o primeiro ataque de tubarão, a um leão-marinho-de-steller. Nos quinze anos seguintes, mais de cem ataques a focas e leões-marinhos foram observados de perto. Até o ano 2000, os biólogos registravam quase oitenta ataques em uma única temporada.
Embora os machos retornem anualmente, as fêmeas retornam apenas a cada dois anos, frequentemente com mordidas profundas e frescas ao redor de suas cabeças. A população sazonal de tubarões nas Farallones é incerta, com estimativas variando de trinta a cem indivíduos. As Farallones são únicas pelo tamanho dos grandes tubarões brancos que são atraídos para lá. O comprimento médio de um grande tubarão branco adulto é de 4 a 4,8 metros, com um peso de 680 a 1.100 quilos, sendo as fêmeas geralmente maiores que os machos. Os grandes tubarões brancos das Farallones variam de machos "menores" com 4,0 metros a fêmeas que geralmente medem entre 5,2 e 5,8 metros. (Para comparação, o maior tubarão branco precisamente medido foi uma fêmea capturada em agosto de 1988 na Ilha Prince Edward, na costa do Atlântico Norte, medindo 6,2 metros.) Uma orca foi registrada matando um grande tubarão branco próximo às Farallones em 1997. Ao longo das décadas de estudo, muitos dos tubarões brancos individuais que visitam as Farallones foram apelidados, frequentemente baseados em suas cicatrizes e aparências, como Gouge, The Hunchback, The Jester e Stumpy. Stumpy, uma fêmea de grande tubarão branco de 18 pés, era especialmente conhecida por sua aparição no documentário da BBC "Great White Shark", narrado por David Attenborough, e imagens de arquivo de seus ataques a iscas são frequentemente utilizadas em documentários mais recentes. Outro exemplo, Tom Johnson, um macho de grande tubarão branco de 16 pés, que foi destaque em um episódio da temporada de 2012 do Shark Week chamado "Great White Highway", é considerado o tubarão branco mais antigo documentado a retornar às Farallones, com estimativa de 25 a 30 anos de idade.
Alguns tubarões individuais foram marcados e descobriu-se que percorrem o Pacífico até o Havaí e a Ilha Guadalupe, ao largo da Baixa Califórnia, retornando regularmente às Farallones a cada outono. O rastreamento por satélite revelou que a maioria dos grandes tubarões brancos das Farallones (e de outras partes da Califórnia, Havaí e costa oeste do México) migra para uma área do oceano apelidada de White Shark Café, 2.400 km a oeste de Ensenada, na Baixa Califórnia. O pico de atividade nesse local ocorre de meados de abril a meados de julho, mas alguns tubarões passam até oito meses por ano lá. Essa ilha atrai muitos tubarões migratórios que retornam às suas águas todos os anos.

### Roedores
As ilhas têm dezenas de milhares de ratos domésticos invasores que estão causando estragos no ecossistema nativo. Em média, 500 ratos domésticos europeus ocupam cada um dos seus 49 hectares, com uma população total aproximada de 60.000.

## Na literatura e nas artes

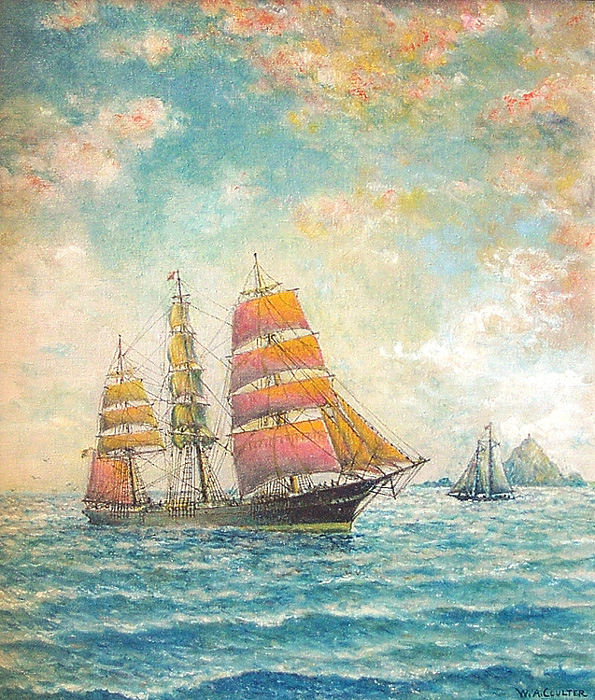
Waiting for the Pilot (Off The Farralon Islands), pintura de 1905

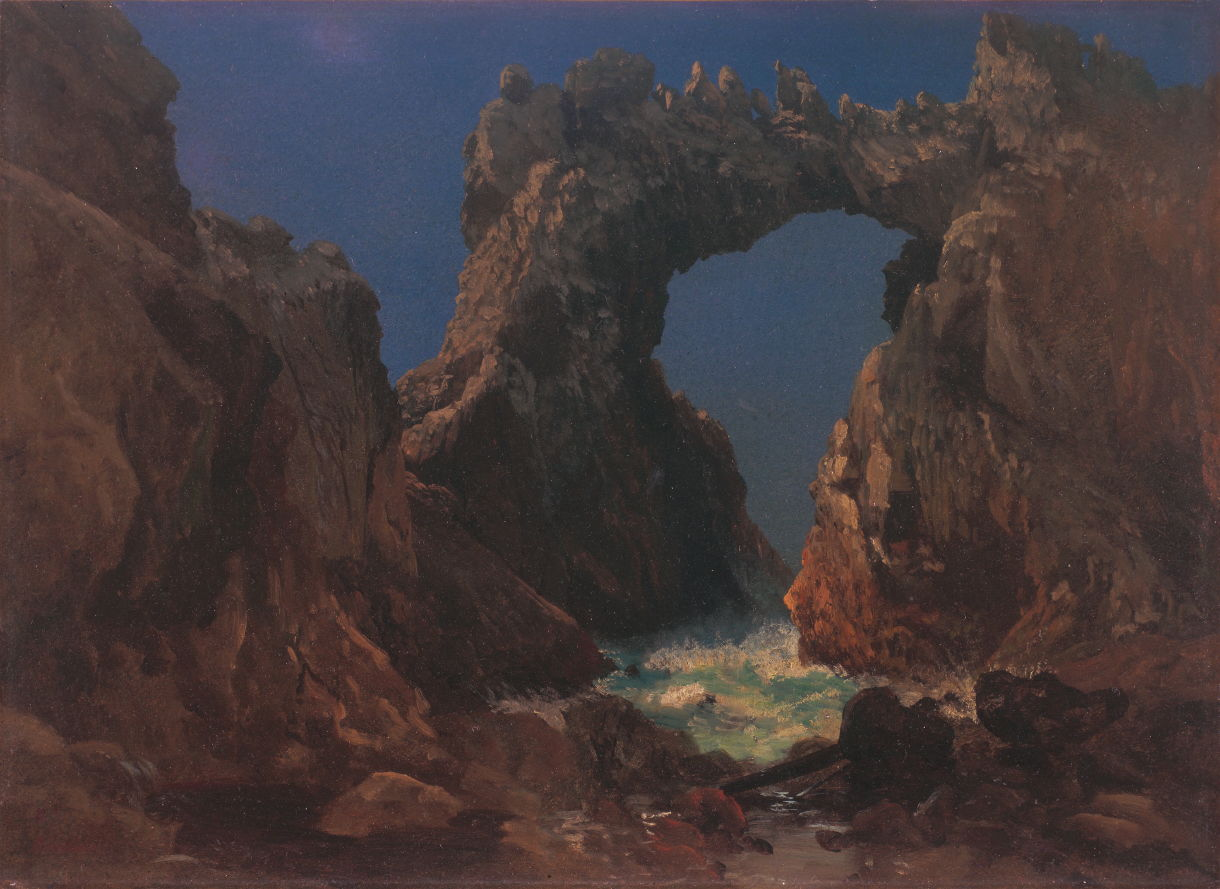
Albert Bierstadt, Ilhas Farallon, Califórnia, 1872

As Farallones são brevemente mencionadas no Capítulo 2 do romance de 1904 de Jack London, "O Lobo do Mar", como o local do veleiro Ghost. O Sr. Johnson fornece essa posição do navio a Humphrey Van Weyden.
O romance "The Lightkeepers" de Abby Geni, publicado em 2016, se passa nas Ilhas Farallon.
As Ilhas Farallon e seu papel na Guerra dos Ovos da era da Corrida do Ouro são documentados no episódio "Egg Wars" do podcast "The Kitchen Sisters Present" de 2017, no episódio "The Egg Wars" do podcast de comédia "The Dollop" de 2019 e no episódio "The War of the Eggs" do podcast "Behind the Bastards" de 2020.

## Links externos
- Refúgio Nacional de Vida Selvagem das Ilhas Farallon USFWS
- Mapa de satélite e carta NOAA das Ilhas Farallon no BlooSee
- Ilhas Farallon, San Francisco Chronicle
- Ilhas Farallon Arquivado em 2008-09-30 no Wayback Machine  </link> no Centro de Interpretação do Uso do Solo
- Artigo sobre lixo nuclear em Farallons
- farallones.org
- Números de área do Bureau of the Census
- The Farallon Blog, Weblog dos biólogos de campo nas Ilhas Farallon
- Fotografia aérea dos Farallones
- Transmissão de vídeo ao vivo da South East Farallon Island, Academia de Ciências da Califórnia
- Farallon Islands Foundation, um grupo de conservação da vida selvagem sem fins lucrativos da área da baía de São Francisco

Predefinição:Protected areas of CaliforniaPredefinição:National Wildlife Refuges of the United States
Predefinição:Islands of the San Francisco Bay Area